# Eberhard Heyken
Eberhard Heyken (* 23. August 1935 in Ahausen; † 15. Dezember 2008 in Bonn) war ein deutscher Diplomat. Er war Botschafter der Bundesrepublik Deutschland in der Schweiz und in der Ukraine.

## Jugend, Ausbildung und Studium
Eberhard Heyken stammt aus einer Pfarrerfamilie und war Sohn des Oetinger-Forschers Pastor Rudolf Heyken. Nach dem Abitur in Hannover absolvierte er ein Studium der Rechtswissenschaften an den Universitäten von Berlin und Göttingen. In Göttingen promovierte er 1964.

## Auswärtiger Dienst
Im Jahre 1966 trat er in den Auswärtigen Dienst der Bundesrepublik Deutschland ein.
Hier durchlief er folgende Stationen: 
- 1969–1972 Generalkonsulat Kalkutta/Indien, Leiter des Wirtschaftsdienstes;
- 1972–1976 Botschaft Moskau/Sowjetunion, Innenpolitik, Presse;
- 1976–1980 Auswärtiges Amt, Stellv. Leiter des Politischen Referats Sowjetunion;
- 1980–1984 Botschaft Washington/USA, Leiter des Pressereferats;
- 1984–1989 Auswärtiges Amt, Leiter des Politischen Referats Sowjetunion;
- 1989–1994 Botschaft Moskau/Sowjetunion, Gesandter, Ständiger Vertreter des Botschafters;
- 1994–1996 Botschafter in der Schweiz;
- 1996–2000 Botschafter in der Ukraine

Im Jahre 2000 trat Heyken in den Ruhestand ein. 

## Tätigkeit in der Ukraine
Während seiner Tätigkeit als Deutscher Botschafter in der Ukraine engagierte sich Heyken besonders um die Rückgabe des Gebäudes der Deutschen Lutherischen Kirche in Kiew. Sein weiteres Engagement galt den herrenlosen Straßenhunden.

## Tätigkeit für die OSZE
Im Jahre 2002 nahm er eine Position bei der OSZE als politischer Beobachter an. Von 2003 bis 2005 leitete er das OSZE-Büro in Minsk/Belarus.
Im August 2005 trat er zum zweiten Mal in den Ruhestand ein.

## Privates
Eberhard Heyken engagierte sich im Deutschen Tierschutzbund, dem Deutsch-Ukrainischen Forum und in einigen anderen Institutionen. Er starb 2008 in Bonn.

## Publikationen
- Rechtsfragen des Hausarbeitstages und gleichgerichtete Maßnahmen in anderen Ländern. Göttingen 1964, (Göttingen, Universität, Dissertation vom 7. Juli 1964; Thema: Berufstätige Frauen und Hausarbeit).
- Die deutsch-ukrainischen Beziehungen gestern, heute und morgen auf dem Weg nach Europa. Zum 10. Jahrestag der Unabhängigkeit der Ukraine (= Konstanzer Schriften zur Sozialwissenschaft. 57). Hartung-Gorre, Konstanz 2001, ISBN 3-89649-699-9.
- Der Besuch des Papstes in der Ukraine. In: Osteuropa. Bd. 51, Nr. 9, 2001, S. 1009–1021.
- Schwierige Beziehungen: Die OSZE und Belarus. In: OSZE-Jahrbuch. 2007, ZDB-ID 1291358-3, S. 155–166.

## Weblink
- http://www.deutscheatlantischegesellschaft.de/cms/upload/einladungen/2006/2008/140208Ber.pdf (PDF-Datei; 90 kB)

| Vorgänger       | Amt                                                          | Nachfolger        |
| --------------- | ------------------------------------------------------------ | ----------------- |
| Alexander Arnot | Botschafter der Bundesrepublik Deutschland in Kiew 1996–2000 | Dietmar Stüdemann |

| Personendaten    | Personendaten      |
| ---------------- | ------------------ |
| NAME             | Heyken, Eberhard   |
| KURZBESCHREIBUNG | deutscher Diplomat |
| GEBURTSDATUM     | 23. August 1935    |
| GEBURTSORT       | Ahausen            |
| STERBEDATUM      | 15. Dezember 2008  |
| STERBEORT        | Bonn               |